# Aberrantidae
Aberrantidae là một họ giun đốt thuộc bộ Spionida.
Chi:
- Aberranta Hartman, 1965